# Devizele Uniunii Europene
Devizele în vigoare pe teritoriul Uniunii Europene sunt:
- euro (în cele 19 țări ale zonei euro: Austria, Belgia, Cipru, Estonia, Finlanda, Franța, Germania,  Grecia, Irlanda, Italia, Letonia, Lituania, Luxemburg, Malta, Portugalia, Spania,  Slovacia, Slovenia,  Țările de Jos);

- lev bulgar (Bulgaria);

- kuna (Croația);

- coroană daneză (Danemarca);[1]

- forint maghiar (Ungaria);

- złot polonez (Polonia);

- coroană cehă (Republica Cehă);

- leu românesc (România);

- coroană suedeză (Suedia).

N.B. Totalitatea regiunilor ultraperiferice, care fac parte din teritoriul Uniunii Europene, dar situate în afara continentului european, utilizează euro.